# Каллум Гіггіботем
Каллум Гіггіботем (англ. Kallum Higginbotham, (нар. 15 червня 1989, Солфорд, Велика Британія) — англійський футболіст, нападник шотландського клубу «Келті Гартс». Відомий виступами за низку нижчолігових англійських клубів та низку шотландських клубів найвищого дивізіону.

## Ігрова кар'єра
Народився 15 червня 1989 року в місті Солфорд. Вихованець футбольної школи клубу «Олдем Атлетик». У професійному футболі дебютував у 2007 році в команді «Рочдейл», у 2008 році знаходився в оренді в клубі «Аккрінгтон Стенлі». Після повернення з оренди продовжив виступи в «Рочдейлі» до 2010 року.
У 2010 році Гіггіботем став гравцем Першого шотландського дивізіону «Фолкерк». У команді з команду з Фолкерка грав протягом 2 років, після чого повернувся до Англії, де став гравцем клубу «Гаддерсфілд Таун». Проте в цьому клубі він не став гравцем основи, тому в 2012 році Гіггіботем перебував у оренді в клубах «Барнслі» і «Карлайл Юнайтед», а в 2013 році в клубі шотландської Прем'єр-ліги «Мотервелл». Після закінчення контракту з «Гаддерсфілд Таун» футболіст перейшов до складу команди найвищого шотландського дивізіону «Партік Тісл». У «Партік Тісл» Гіггіботем грав протягом двох років, після чого став гравцем іншої команди вищого шотландського дивізіону «Кілмарнок», гравцем якого став у червні 2015 року. У липні 2016 року футболіст перейшов до клубу другого шотландського дивізіону «Данфермлін Атлетік». У складі «Данфермлін Атлетік» грав до травня 2019 року, після чого покинув клуб.
До складу індійського клубу І-Ліги «Реал Кашмір» приєднався у червні 2019 року, ставши першим англійським футболістом в історії клубу..
З травня 2021 року грає за клуб шотландської Другої ліги «Келті Гартс», з яким став чемпіоном шотландської Другої ліги в сезоні 2021-22.

## Досягнення
- Чемпіон шотландської Другої ліги: 2022